# Татьянин день (фильм)
«Татьянин день» — советский художественный фильм 1967 года, поставленный режиссёром Исидором Анненским на киностудии имени М. Горького.
Картина рассказывает об истории зарождения молодёжных политических организаций в революционной России. Основана на подлинных событиях в Петрограде того времени.

## В ролях
- Людмила Максакова — Татьяна Огнева
- Валерий Погорельцев — Верник
- Дальвин Щербаков — Турнин
- Семён Морозов — Семынин
- Владимир Татосов — Яков Свердлов
- Нина Веселовская — Софья Владимировна Панина
- Виктор Борцов — матрос
- Игорь Озеров — Пал Палыч Шатов
- Майя Блинова — Быстрова
- Георгий Вицин — предложивший новое летоисчисление
- Любовь Соколова — мать Тани (в титрах не указана)
- Владимир Трошин — приятель Самсонова
- Константин Михайлов — Самсонов
- Александр Мартынов — Зернов
- Алексей Грибов — распорядитель в цирке
- Александр Орлов — артист
- Александр Пелевин — издатель
- Сергей Блинников — руководитель оркестра
- Леонид Евтифьев — прапорщик
- Константин Адашевский — председатель
- Сергей Филиппов — извозчик